# Петербургские тайны
«Петербургские тайны» — российский драматический телевизионный сериал по мотивам романа «Петербургские трущобы» Всеволода Крестовского. Из 60 серий 48 были сняты в 1994 и 1995 годах, оставшиеся — 3 года спустя, в 1998-м.

## Сюжет
Телесериал является вольной интерпретацией романа «Петербургские трущобы» Всеволода Крестовского. Авторы фильма использовали лишь начало литературного произведения Крестовского, убрав всю социальную проблематику романа, полностью переписав сюжетную канву и характеры главных действующих лиц. В результате вместо социального произведения был сделан остросюжетный приключенческий телесериал.
Действие происходит в конце 1830-х — середине 1850-х годов в Санкт-Петербурге и рассказывает о жизни двух знатных семей — князей Чечевинских и князей Шадурских.
Молодой князь Николай Чечевинский приезжает в родное поместье, где живут его отец Яков и сестра Анна. Анна ухаживает за старым князем и не имеет никакой личной жизни. По совету своей служанки Наташи Анна начинает встречаться с живущим по соседству князем Дмитрием Шадурским.
После скоропостижной смерти отца Анна, беременная от князя Шадурского, едет в Санкт-Петербург к матери. Дмитрий Шадурский клянется заботиться о ребёнке. Татьяна Шадурская, узнав об измене мужа, хочет отомстить ему и изменяет мужу в ответ с управляющим Морденко. После того, как Дмитрий застаёт любовников врасплох, Морденко выгоняют, и тот становится ростовщиком.
Служанка Анны Наташа — внебрачная дочь брата княгини Чечевинской, которую та после его смерти сделала крепостной и отдала Анне. Наташа клянётся отомстить всей семье Чечевинских. Ей это почти удаётся: рисовальщик Казимир Бодлевский готовит для неё поддельный дворянский паспорт, а также письмо, написанное почерком Анны, которое доводит княгиню-мать до сердечного приступа. Наташа забирает все сбережения семьи, обналичивая векселя по подделанной Бодлевским подписи, и они оба скрываются за границей.
Об устранении князя Чечевинского Казимир договаривается с отставным поручиком Ковровым, выставляя князя мерзавцем. Ковров не убивает князя сразу, а вызывает его на дуэль, которую останавливает, замечая открывшуюся рану князя. В результате выясняет правду, и восстановить справедливость для него теперь — дело чести. Но Шадурские уже уехали за границу, а Анну он упускает, так как не знает её в лицо.
Анна в попытке найти свою дочь, отданную через генеральшу фон Шпильце на воспитание в приёмную семью, терпит унижения от княгини Шадурской, и в итоге становится проституткой Чухой. Николай же, также не получив информации от Шадурских и перенеся горячку, отправляется на секретное задание и принимает имя графа Шандора Каллаша. Ковров выкупает заложенное имение Чечевинских.
Проходит 16 лет. Осип Морденко держит ссудную лавку и живёт впроголодь, скупая все векселя князей Шадурских, чтобы впоследствии их разорить. Шадурские возвращаются в Россию, также приезжают Наташа с Бодлевским под именами баронессы фон Деринг и Яна Карозича, который выдаёт себя за её брата. Князья Шадурские в честь возвращения устраивают раут, на который съезжаются все персонажи фильма из высшего света. Также на нём впервые появляются потенциальная невеста Шадурского-младшего Дарья (Долли) Шиншеева и дворянка Юлия Бероева, чья безупречная репутация подстёгивает молодого князя Владимира заключить на неё пари с корнетом Лихаревым.
Генеральша фон Шпильце, с которой Владимир вступил в сговор, под предлогом покупки серёг Бероевой заманивает ту к себе домой. Там ей в кофе подмешивают одурманивающий состав, разработанный доктором Катцелем, личным врачом генеральши. Бероева теряет сознание, Шадурский уносит её в будуар и овладевает ею, забирая бархотку и подвязку для подтверждения выигрыша. Юлия беременеет; её вернувшийся из поездки муж не верит в её невиновность и кончает с собой. Юлия от пережитого впадает в стресс, теряет ребёнка и решает мстить. На маскараде она пытается напасть на Шадурского и в результате попадает в тюрьму.
Ковров слышал о пари и пытается помочь Юлии, но управляющий Шадурских Полиевкт Хлебонасущенский подкупил секретаря следователя и всячески мешает следствию. В результате улики пропадают, свидетели начинают всё отрицать, а самого Коврова арестовывают, но тот сбегает. Бероева перед выходом на гражданскую казнь падает без чувств, и тюремный врач констатирует смерть. Воры раскапывают её могилу, и Юлия внезапно встаёт из неё. Ковров ищет ей врача и находит доктора Катцеля как крупного специалиста по ядам. Тот узнаёт Юлию и сначала отказывается её лечить, но после жёсткого разговора всё же соглашается, хоть ничего и не обещает.
Корнет Лихарев после дачи ложных показаний называет себя подлецом, а затем вызывает князя Владимира на дуэль, но промахивается и стреляется сам.
Князь Николай организовывает званый вечер, на котором ловит Карозича на шулерстве, но не разоблачает его прилюдно, а просит обыгрывать Шадурских и сбывать Осипу Морденко их векселя через баронессу, тем самым ставя их семейство на грань полного разорения. Морденко вскоре умирает, а его сын Ваня, узнав, что княгиня — его мать, рвёт векселя, но после безразличия к нему княгини отказывает в поблажках как Хлебонасущенскому, так и единоутробному брату Владимиру. В итоге непрекращающейся разгульной жизни Шадурские разоряются уже окончательно.
Дочь Дмитрия и Анны, Маша Поветина, возвращается к генеральше с воспитания, не зная, что её готовят в содержанки. Она сбегает от заплатившего за неё Хлебонасущенского и встречается со своей матерью, но ни та, ни другая не знают, кем друг другу приходятся. Николай Чечевинский, будучи в трактире «Ерши», слышит мелодию из юности, которую наигрывает Чуха, узнаёт в ней сестру и отвозит в поместье. Там она по почерку письма узнаёт в баронессе Наташу и в один из визитов разоблачает её. Наташа начинает раскаиваться, так как начала испытывать чувства к Николаю, зная его как графа.
Княгиня Шадурская, устав от измен мужа, сама уходит от него с Карозичем. Перед бегством за границу они скрываются в кладбищенской сторожке, в которой Татьяна Львовна встречает Анну, а Карозич вслух говорит, что не любит Татьяну Львовну, которая это случайно слышит. Княгиня принимает яд и умирает.
Николай на пару с Наташей хитростью уговаривает старшего Шадурского, начавшего терять рассудок, жениться на Анне Чечевинской, тем самым восстанавливая её в правах. Через короткий промежуток времени Дмитрия Платоновича отправляют в больницу для умалишённых.
Маша не находит Анну в трактире и возвращается к генеральше, так как ей больше некуда идти. Генеральша решает разыграть невинность Маши на аукционе, и влюблённый в ту Ваня выигрывает торги. Молодой Шадурский похищает Машу, но его не получивший вознаграждения агент решает привести девушку к родственникам. Ваня чуть было не повесился от потерянной любви, но в последний момент Анна и служанка Христина взламывают дверь и вытаскивают его из петли.
Владимир решает устранить князя Николая, попросив Карозича написать почерком Коврова письмо о помощи. В лодке, где назначена встреча, Владимир пытается застрелить Николая, но тот прикрывается Карозичем. Оба князя в процессе борьбы падают в воду, Владимир выбирается на берег первым и топит раненого Карозича в канале, не давая тому выбраться.
Вечером того же дня Ковров и Николай устраивают Владимиру Шадурскому ловушку в его пустом доме, из которого вывезено на торги всё имущество. Сбегая от них, Шадурский встречает доктора Катцеля и убивает его ножом, а потом видит Юлию, о спасении которой он не знал. Это окончательно сводит его с ума, и он тем же ножом убивает себя ударом в сердце.
Николай рассказывает Наташе, уже знающей о смерти любовника, как погиб князь Шадурский, и отвечает отказом на её желание быть с ним. Наташа остаётся одна без источников дохода. С Коврова снимают обвинения, князя освобождают от необходимости конспирации, Хлебонасущенского берут под стражу, так как в его кабинете был обнаружен оригинал акушерского журнала с записью о выкидыше Бероевой.
В финале основного сезона все встречаются в доме Чечевинских перед тем, как разъехаться каждый в свою сторону, и вспоминают всё приключившееся.

### «Развязка петербургских тайн»
В 1998 году к снятым 48 сериям были написаны и досняты ещё 12 — под названием «Развязка „Петербургских тайн“». Сценаристы и режиссёры отошли от трагического сюжета романа, придав телесериалу счастливый конец и социальную легковесность, а также полностью изменив многие характеры и поступки персонажей.
С момента окончания основного сезона прошёл год. Иван, женившись на Маше, живёт в Калужской губернии, князь Николай строит там школу для крестьян. Чернявый завязал с преступным прошлым и переехал с Устиньей в те же края. Хлебонасущенского выпускают за недостатком улик под подписку о невыезде, ведя за ним наблюдение. Ковров женился на Юлии Бероевой, и они живут в Швейцарии. Из Москвы приезжает профессор Платон Загурский, бывший единственным другом доктора Катцеля, с намерением выяснить причину его смерти и наказать виновных.
Хлебонасущенский по указанию генеральши фон Шпильце едет в Калужскую губернию, чтобы убрать Чернявого. Перед отъездом, одержимый Машей, пытается выяснить у Христины, куда переехал Иван. Та отказывает и пытается выставить его за дверь. Полиэвкт Харлампиевич сталкивает её с лестницы, и при падении она разбивает себе голову о лежащий на полу топор. В Калужской губернии он по наводке генеральши пробует убедить корнета Стеблова сделать всю грязную работу в счёт оплаченного ею карточного долга, но не может дать никаких весомых гарантий. В результате корнет отказывается и стреляется. Хлебонасущенский убивает Чернявого сам. Затем он находит Машу на прогулке и пытается овладеть ею силой, но вовремя подоспевший Ваня этому мешает. Хлебонасущенский выстрелом повреждает Ване руку, но сам оказывается схвачен и от одного только вида Устиньи, получившей репутацию ведьмы за время жизни на петербургском кладбище пишет чистосердечное признание во всём. Князь Чечевинский спасает Ване раненую руку.
В это время Наташа, заложив последние украшения, отвергает брачное предложение заезжего купца, понимает, что описанные им перспективы её дальнейшего жалкого существования вполне реальны, и принимает яд. Доктор Загурский вытаскивает её с того света, и предлагает выйти за него замуж путь даже формально. Затем, взяв аванс с генеральши с целью ухудшить её и без того пошатнувшееся материальное положение, и направив её по ложному следу (якобы доктор Катцель вёл дневник на китайском), едет с Наташей в Швейцарию. Там они откровенно разговаривают с четой Ковровых, в результате Юлия соглашается быть свидетелем против генеральши, на что Сергей Антонович отвечает, что теперь она полностью выздоровела.
Загурский возвращается к генеральше, но та уже в курсе, что Юлия полностью вменяема, а Платон Алексеевич её обманул, и пытается отравить доктора, но терпит неудачу — тот учуял запах яда и вывернулся из-под удавки слуг с револьвером в руке. Оперативно собрав князя Чечевинского, Коврова и следователя Аристарха Петровича, они в последний момент успевают поймать пытавшуюся сбежать генеральшу на пороге её дома, в котором также находят накачанную морфием Эльзу Францевну.
На допросе генеральша всё отрицает, но при виде выжившей акушерки понимает, что шансов у неё нет. В следующей сцене она и Хлебонасущенский идут по этапу в кандалах среди прочих арестантов.
Фильм заканчивается свадьбой князя Чечевинского и Долли Шиншеевой, на которой в качестве гостей присутствуют все — даже Пров Викулыч и Юзич.

## В ролях
| Актёр                   | Роль                                                                              |
| ----------------------- | --------------------------------------------------------------------------------- |
| Елена Яковлева          | княжна Анна Яковлевна Чечевинская / Чуха                                          |
| Лариса Лужина           | Пелагея мать Наташи                                                               |
| Дмитрий Брусникин       | князь Дмитрий Платонович Шадурский                                                |
| Наталья Гундарева       | княгиня Татьяна Львовна Шадурская                                                 |
| Сергей Чонишвили        | князь Владимир Дмитриевич Шадурский                                               |
| Ирина Розанова          | дворовая девка Наташа / баронесса фон Деринг                                      |
| Фёдор Стуков            | Иван Вересов сын Морденко                                                         |
| Виктор Раков            | князь Николай Яковлевич Чечевинский / граф Каллаш                                 |
| Дарья Волга             | Маша Поветина дочь Анны и Дмитрия Шадурского                                      |
| Валерий Баринов         | управляющий Шадурских Полиевкт Харлампиевич (Харлампьевич) Хлебонасущенский       |
| Владимир Стеклов        | любовник Наташи Казимир Бодлевский / Ян Владислав Карозич                         |
| Лидия Федосеева-Шукшина | генеральша Амалия Потаповна фон Шпильце                                           |
| Николай Караченцов      | отставной поручик, дворянин Сергей Антонович Ковров                               |
| Геннадий Юхтин          | дворецкий Чечевинских Степан                                                      |
| Виктор Авилов           | доктор Катцель                                                                    |
| Николай Пастухов        | князь Чечевинский отец Николая и Анны, дядя Наташи                                |
| Валентина Талызина      | княгиня Чечевинская                                                               |
| Татьяна Агафонова       | Глаша служанка Бероевой                                                           |
| Михаил Филиппов         | Осип Захарович Морденко отец Вани Вересова, управляющий Шадурских в первых сериях |
| Надежда Маркина         | Христина служанка Морденко                                                        |
| Иван Агапов             | вор Фомушка                                                                       |
| Сергей Степанченко      | вор Гречка                                                                        |
| Евгения Крюкова         | Юлия Николаевна Бероева                                                           |
| Ирина Климова           | Дарья Даниловна (Долли) Шиншеева подруга Бероевой                                 |
| Станислав Житарев       | Пров Викулыч владелец бывшего трактира "Ерши"                                     |
| Юрий Каюров             | старший следователь Аристарх Петрович                                             |
| Игорь Ясулович          | Юзич друг Казимира                                                                |
| Галина Польских         | Эльза Францевна повивальная бабка                                                 |
| Игорь Кашинцев          | Карл Иванович банковский служащий                                                 |
| Александр Фатюшин       | Егор Дмитриевич Бероев муж Юлии                                                   |
| Александр Пашутин       | Пахом Борисыч                                                                     |
| Наталья Третьякова      | Настя                                                                             |
| Сергей Безруков         | корнет Стеблов («Развязка „Петербургских тайн“»)                                  |
| Александр Феклистов     | доктор Платон Алексеевич Загурский («Развязка „Петербургских тайн“»)              |
| Борис Щербаков          | Данила Давыдович Шиншеев отец Долли («Развязка „Петербургских тайн“»)             |
| Виталий Безруков        | полковник Красильщиков («Развязка „Петербургских тайн“»)                          |
| Валерий Шальных         | Гусь («Развязка „Петербургских тайн“»)                                            |
| Сергей Колесников       | следователь                                                                       |
| Сергей Петров           | стряпчий Понырин                                                                  |
| Игорь Фокин             | литератор граф Сизогуб                                                            |
| Александр Числов        | парикмахер                                                                        |
| Александр Клюквин       | граф Редерер                                                                      |
| Наталия Потапова        | надзирательница                                                                   |

## Съёмочная группа
- Сценарий: Анатолий Гребнев, Вадим Зобин, Леонид Пчёлкин, Елена Гремина, Михаил Угаров
- Режиссёры: Леонид Пчёлкин, Вадим Зобин, Марк Орлов
- Операторы: Николай Васильков, Тимур Зельма
- Художник: Виктор Власков
- Композиторы: Андрей Петров, Ольга Петрова
- Государственный симфонический оркестр кинематографии, дирижёр Сергей Скрипка
- Ансамбль «Времена года», дирижёр — Антон Висков

## Музыка
В сериале звучат песни Андрея и Ольги Петровых. Первоначально в заключительных титрах звучал романс «Не растравляй моей души» (на стихи Е. А. Баратынского, в титрах — Боратынского) в исполнении Леонида Серебренникова, написанный в стиле романсов М. И. Глинки. Начиная с 33-й серии, в конце играла песня «Дороги» (на стихи Марины Цветаевой) в исполнении Николая Караченцова. В «Развязке „Петербургских тайн“» (с 49-й серии) звучал романс «Оплавляются свечи на старинный паркет…» (стихи Владимира Высоцкого) в исполнении Ирины Отиевой.

## Отзывы и критика
Спустя годы после выхода сериала о нём вспоминают, отмечая, что из литературной основы сценаристы «убрали все социальные проблемы и приметы времени. В результате появилась костюмная драма из жизни дореволюционного Петербурга, своего рода „Бедная Настя“ здорового человека».

## Награды
- 1997 — Приз за лучшую главную женскую роль в телесериале (Н. Гундарева) на кинофестивале «Созвездие-97».
- 1997 — Приз за лучшую мужскую роль второго плана в телесериале (М. Филиппов) на кинофестивале «Созвездие-97».
- 1997 — Премия «ТЭФИ» в номинации «телевизионный игровой фильм».